# Psylla leprosa
Psylla leprosa är en insektsart som beskrevs av Crawford 1919. Psylla leprosa ingår i släktet Psylla och familjen rundbladloppor. Inga underarter finns listade i Catalogue of Life.